# Rhinotyphlops boylei
Rhinotyphlops boylei är en ormart som beskrevs av FitzSimons 1932. Rhinotyphlops boylei ingår i släktet Rhinotyphlops och familjen maskormar. Inga underarter finns listade i Catalogue of Life.
Denna orm förekommer från centrala Namibia till västra Botswana. Arten lever på högplatå och i bergstrakter mellan 1000 och 1400 meter över havet. Den vistas i savanner och i mindre trädansamlingar där arter från släktet Senegalia dominerar. Honor lägger ägg.
För beståndet är inga hot kända. Hela populationen anses vara stor. IUCN listar arten som livskraftig (LC).